# The Four Freshmen
Four Freshmen (en français : Les quatre Bizuts), est un quartette vocal et instrumental américain, né en 1948 à « l'Arthur Jordan Conservatory of Music » d'Indianapolis.

## Les différentes compositions du groupe
- Ross Barbour né le 31 décembre 1928 et mort le 20 août 2011 (batterie , trompette) (1948-1977)
- Don Barbour né le 19 avril 1927 et mort le 5 octobre 1961 (guitariste) (1948-1960)
- Bob Flanigan né le 22 août 1926 et mort le 15 mai 2011(trombone, basse) (1948-1990)
- Ken Errair né le 23 janvier 1928 et mort le 14 juin 1968 (trompette) (1953-1956)

## Quelques repères discographiques
- A today king of thing
- Speak Low (1955)
- Love is here to stay (1955)
- Ev'ry time we say goodbye (1956)
- There's no one but you (1956)
- September song (avec Stan Kenton) (1957)
- Today is Tomorrow